# Géométrie sacrée

Spirale d'après le nombre d'or.

Cube de Metatron, réunissant les 5 solides de Platon

La géométrie sacrée est un type de design architectural, industriel et artistique basé sur la répétition de certaines formes géométriques que l'on retrouve souvent dans un lieu sacré, par exemple dans une mosquée, un temple, une synagogue ou une église. Selon certaines religions et courants spirituels, Dieu a créé le monde selon un plan géométrique que l'on peut vérifier à la fois sur un plan microcosmique et macrocosmique. Plutarque a attribué cette découverte a Platon, écrivant que « Platon a dit que Dieu crée de façon géométrique constamment et continuellement » (Convivialium disputationum, liber 8,2). Durant les temps modernes, le mathématicien Carl Friedrich Gauss a adapté ce dicton de Platon en disant « Dieu arithmétise ».